# Isozaki Arata
Isozaki Arata (磯崎 新 Isozaki Arata, Ki Khi Tân) (23 tháng 7 năm 1931 tại Oita, Nhật Bản – 28 tháng 12 năm 2022) là một trong số các kiến trúc sư người Nhật có danh tiếng trên toàn thế giới.
Ông theo học khoa kiến trúc tại Đại học Tokyo và là học trò của Tange Kenzo. Năm 1963, Isozaki mở văn phòng kiến trúc riêng.
Hình thức và màu sắc kiến trúc, sự chăm chút tỉ mỉ vào chi tiết là những thế mạnh trong kiến trúc của Isozaki.
Ông qua đời ngày 28 tháng 12 năm 2022, hưởng thọ 91 tuổi.

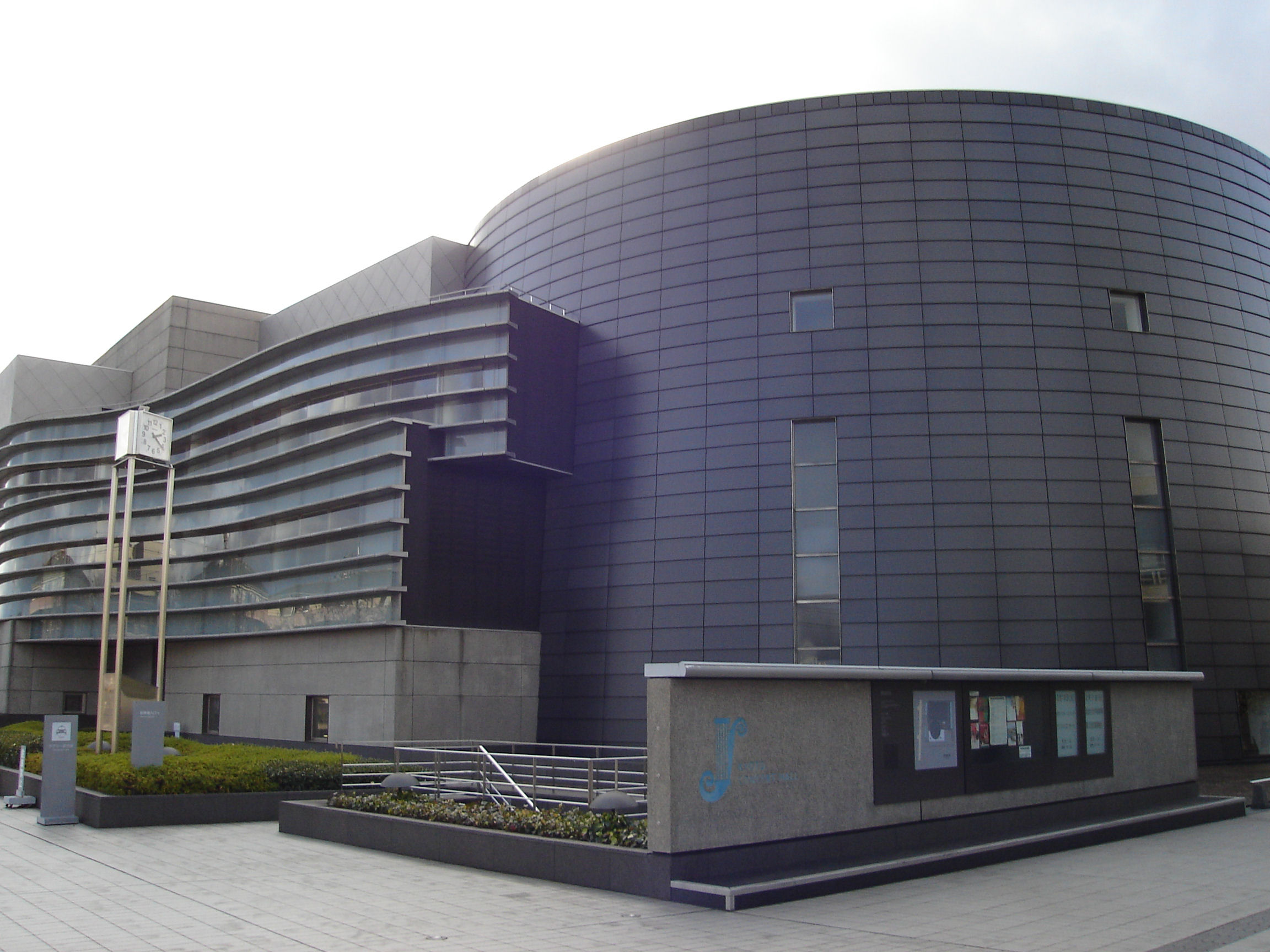
Phòng hòa nhạc Kyoto

## Các công trình kiến trúc
- Trung tâm Khoa học và Kỹ nghệ, Columbus, Ohio
- Nhà hòa nhạc Kyoto, Kyoto, Nhật Bản
- Thư viện Oita, Oita, Nhật Bản
- Bảo tàng Nghệ thuật Hiện đại (Museum of Contemporary Art, MOCA), Los Angeles, California
- Phòng lớn của Thế vận hội Mùa hè 1992, Barcelona, Tây Ban Nha
- Team Disney Orlando, Florida
- Trường Y khoa Weill Cornell tại Qatar, Education City
- Tháp nghệ thuật Mito, Mito, Nhật Bản, 1990
- Diamond Island, Thủ Đức, Thành phố Hồ Chí Minh, Việt Nam
- Metropolis Thảo Điền, Thủ Đức, Thành phố Hồ Chí Minh, Việt Nam